# HD 45419
HD45419 — хімічно пекулярна зоря спектрального класу
A0 й має видиму зоряну величину в смузі V приблизно 10,0.

## Пекулярний хімічний вміст
Зоряна атмосфера HD45419 має підвищений вміст 
Si
.